# Tây (huyện)
Tây (tiếng Trung: 西县) là một huyện cổ đại của Trung Quốc.

## Lịch sử
Năm 221 TCN, Tần Thủy Hoàng thống nhất Trung Hoa, lập huyện Tây thuộc quận Lũng Tây.
Năm 206 TCN, quân Hán dưới sự chỉ huy của Chu Bột, Phàn Khoái tấn công nước Ung của Ung vương Chương Hàm, nhiều lần đánh bại quân của quan thừa huyện Tây.
Năm 9, Tân đế Vương Mãng đổi tên huyện Tây thành huyện Tây Trị (西治), đến khi Lưu Tú diệt Tân (năm 25), đổi về tên cũ.
Thời Tấn, huyện Tây đổi tên thành huyện Thủy Xương (始昌), chuyển về quận Thiên Thủy. Tên gọi Tây từ đây biến mất.

## Địa lý
Huyện lỵ huyện Tây cũ nay thuộc hương Hồng Hà, huyện Lễ, thành phố Lũng Nam, tỉnh Cam Túc.